# Arrondissement de Tortone
L'arrondissement de Tortone est un ancien arrondissement français du département de Gênes, créé dans le cadre de la nouvelle organisation administrative mise en place par Napoléon Ier en Italie. Il fut supprimé en 1814.
Situé à 13 lieues et demie de Gênes vers le nord, l'arrondissement comptait alors 8 400 habitants.

## Composition
L'arrondissement de Tortone comprenait les cantons de Cassano Spinola, Castelnuovo Scrivia, San Sebastiano, Tortona, Villalvernia et Volpedo.